# حيدر غالب
حيدر غالب1958_1983، فنان تشكيلي يمني ومن رواد الفن التشكيلي المتميزين في اليمن، ولد في قرية عكابة عزلة الأعروق. محافظة تعز.

## السيرة الذاتية
حيدر غالب حسن السروري 
أبتدأ حياته الفنية في قريته، وأول ما عُرفت موهبته حينما رسم لوحة بالألوان المائية لمدرسة الطيار النموذجية، وعرضها على المدرسين فأدهشت كل من رآها بدقتها وجمالها، مما شجعة على الاستمرار في الرسم والنحت، وقد أبتدأ بالتشكيلات الطينية لوجوه من القرية ممن حفر الزمن آثاره في وجوههم، ومنهم والده وجده وجدته، وبعض الطاعنين في السن من أهل القرية، ثم مارس النحت على أحجار الوادي الصلبة الذي يسكن قريبا منه، فكان من منحوتاته المدهشة وجه للزعيم جمال عبد الناصر وآخرين. وبعد أن أكمل دراسته الابتدائية في القرية، انتقل إلى صنعاء ليستكمل دراسته هناك، وقد التحق بالمدرسة الفنية الصينية قسم العمارة، وتخرج منها بشهادة الثانوية الفنية بدرجة امتياز سنة 1978 ثم حصل على وظيفة في شركة النفط اليمنية سنة 1981، بعد أن أدى خدمة الدفاع الوطني وعمل كرسام معماري في الوزارة. وخلال دراسته ووظيفته، استمر في ممارسة موهبته فأنجز في فترة بسيطة من عمره القصير أعمالا مدهشة لا تنمحي من ذاكرة تاريخ الفن اليمني، وهو من جيل رواد الفن التشكيلي اليمني، الذين كان عددهم في تلك الفترة لا يتجاوز عدد أصابع اليد.

## أعماله
الملاحظ أن في كل لوحات الفنان «حيدر غالب» تجد الهم الحضاري اليمني وقضايا حاضر ومستقبل اليمن فكانت لوحته (شجرة البن) تعالج مشكلة إهمال زراعة البن وما يترتب على ذلك من خسارة اقتصادية لليمن. وكذلك لوحة (شجرة القات) تعالج مشكلة القات وما يسببه من هلاك للإنسان اليمني وأرضه ومستقبله. ولوحة (انيهار سد مارب) ولوحة (معبد الشمس) ولوحة (اليد الخبيثة) ولوحة (الأرض والإنسان) وتمثل توحد الإنسان بالأرض، وتجسد معاناته فيها. وكذلك لوحة (الحضارة). لوحات من أسمائها تتكشف موضوعاتها. ولوحة (فلاحة تهاميه) ولوحة (موسم الحصاد في تهامة).

## مشاركات
شارك الفنان والنحات «حيدر غالب» في كل المعارض التشكيلية التي أقيمت في اليمن وخارجها. ومن ذلك معرض في جامعة صنعاء بنحت لنصف امرأة. كما شارك في معرض الكويت السابع للفنانين التشكيليين العرب. وشارك في معرض أقيم في قطر، وكذلك في معرض أقيم في السعودية ضمن الأسبوع الثقافي اليمني الذي أقيم في تلك الفترة هناك. 
وفي سنة 1980م أقامت وزارة الإعلام والثقافة معرضا للفنانين اليمنيين في دار الكتب فشارك بعدة لوحات منها لوحة ((شجرة البن ولوحة (فلاحة تهامية)، التي أصبحت بعد المعرض من مقتنيات رئيس الوزراء لمكتب رئاسة الوزراء، وقد أدهشت لوحاته كل من شاهدها وخاصة رئيس الوزراء وو وزير الثقافة مما دفعهما لتوجيه جهات الاختصاص بتوفير منحة له لدراسة الفن التشكيلي إلى إيطاليا وهو ما تم في تلك الفترة، فسافر إلى إيطاليا ولكن مرضا مزمنا عاوده هناك، فاكتشف الأطباء أنه تكسر في الدم وهو ما كان يعالجه أطباء اليمن على أنه ملاريا ولكنه كان قد تجاوز مرحلة العلاج فلم يستطع الأطباء هناك عمل أي شيء فمات هناك سنة 1983.

## جوائز وشهادات
- حصل شهادة تقديرية وعلى الدرع الثاني من جامعة صنعاء 1977.
- شهادة تقديرية من الجمعية الكويتية لالفنون التشكيلية 1/4/1981.

## ببلوجرافيا
- مجلة (الفيصل) السعودية، العدد69 سنة 1983، متابعة وتحليل للمعرض التشكيلي اليمني الذي أقيم في تلك الفترة في السعودية، وكانت لوحة حيدر غالب في واجهة الصفحات.
- مجلة (اليمن الجديد) الأدبية، العدد السابع، السنة السادسة عشرة، يوليو 1987. الغلاف الأمامي للمجلة لوحة (الأرض والإنسان).
- مجلة (اليمن الجديد) الأدبية، العدد العاشر، السنة السادسة عشرة، أكتوبر 1987. العلاف الخلفي للمجلة والغلاف الداخلي، (سيرة ذاتية للفنان حيدر غالب).
- صحيفة (الثورة) الرسمية، 28/9/1980. مقال عن لوحة (شجرة البن).
- صحيفة (الثورة)، 20/10/1980، حوار مع الفنان التشكيلي حيدر غالب.